# Kitbull
Kitbull è un cortometraggio d'animazione tradizionale del 2019 diretto da Rosana Sullivan.
È il terzo cortometraggio del programma SparkShorts prodotto dalla Pixar Animation Studios e distribuito da Walt Disney Studios Motion Pictures, concentrato su un gattino randagio fieramente indipendente e un pitbull maltrattato, che formano un'improbabile amicizia. Il corto è stato presentato in anteprima al El Capitan Theatre il 18 gennaio 2019, prima di essere pubblicato su YouTube il 18 febbraio 2019. Il cortometraggio è stato pubblicato anche su Disney+ il 12 novembre 2019 e in Italia il 24 marzo 2020.
Sullivan ha affermato che la creazione del cortometraggio è nata dal suo piacere di guardare video di gatti, e Hendrickson ha affermato che l'animazione tradizionale si era rivelata impegnativa all'inizio. L'accoglienza critica del corto è stata generalmente positiva, con i critici che ne hanno elogiato la storia, il tono emotivo, i temi, la caratterizzazione e l'animazione. Il cortometraggio è stato candidato per l'Oscar al miglior cortometraggio d'animazione alla 92ª edizione dei Premi Oscar.

## Trama
Un gattino vive nei bidoni della spazzatura dietro ad un edificio nel Mission District di San Francisco. Mentre cerca del cibo per strada, al gattino viene offerto da mangiare da un passante ma scappa via e dorme in una scatola di cartone nella spazzatura con dentro un peluche. Un giorno, un pitbull viene spostato in una cuccia dietro l'edificio. Il gattino è inizialmente molto spaventato dal cane, ma lentamente inizia a connettersi con lui giocando con un tappo di bottiglia. Una notte, dopo che il pitbull è stato portato all'interno dell'edificio, finisce per essere gravemente ferito in una lotta e viene buttato fuori.
Il pitbull va quindi ad aiutare il gattino, che è rimasto intrappolato in una confezione di sei anelli di plastica dopo essersi spaventato dalla tempesta, ma il gattino spaventato graffia il cane con gli artigli dopo aver visto le sue zanne. Il pitbull devastato si ritira nella sua cuccia, dove viene poi raggiunto dal gattino dispiaciuto. Il giorno dopo, i due fuggono dal cortile appena prima che il proprietario del cortile possa trovarli. Qualche tempo dopo, il gattino e il pitbull stanno giocando per strada quando il gattino viene trovato dal passante di prima, che insieme al marito li adotta entrambi nonostante l'iniziale esitazione del pitbull. Dopo un po' di tempo, i due animali giocano felici in cima ad una collina e si uniscono alla loro nuova famiglia per vedere una vista della città.

## Produzione
Kitbull è un cortometraggio che dura circa 9 minuti. È il terzo cortometraggio del programma SparkShorts della Pixar, che consiste nel dare ai dipendenti sei mesi e budget limitati per produrre cortometraggi animati. Il corto è stato scritto e diretto da Rosana Sullivan. Sullivan ha descritto il programma SparkShorts come "un enorme punto di svolta" da quando lo studio aveva iniziato "a investire in voci non convenzionali, sconosciute e diverse". Kitbull è stato prodotto da Kathryn Hendrickson, e distribuito dalla Walt Disney Studios Motion Pictures. Domee Shi, regista del cortometraggio vincitore dell'Oscar Bao, Peter Sohn, regista del lungometraggio Il viaggio di Arlo, e Kristen Lester, regista del cortometraggio Purl, facevano parte della storia di Sullivan su Kitbull. Il corto è stato curato da Katie Schaefer Bishop.
Sullivan ha detto che un video sui gatti aveva avviato l'idea alla base del corto, dicendo che le piaceva guardare i video sui gatti ogni volta che si sentiva stressata. Secondo Sullivan, "ha iniziato a disegnare questo piccolo gattino nero nel 2013" mentre "lavorava ad un progetto su un lungometraggio alla Pixar". Uno dei suoi colleghi le ha mostrato "un video di un gatto che inarca la schiena e cerca di comportarsi in modo duro, per poi cadere prontamente da un bancone"; Sullivan era "così divertita" dalla differenza tra la "percezione di sé" del gatto e la realtà, che le spingeva il desiderio di "disegnare un piccolo gattino che incarnava" questo contrasto. Ha affermato che aveva "solo voluto disegnare un piccolo gattino facendo qualcosa di sciocco e molto, molto simile a un gatto". Inizialmente aveva desiderato rappresentare qualcosa che la affascinava e che fosse divertente, ma alla fine "si è evoluto in qualcosa di più personale". Sullivan "iniziò a desiderare qualcosa di più", con la storia che alla fine si trasformò in una storia su "un gatto solitario" e un cane che formano una connessione. Sullivan ha detto di aver "sempre avuto un profondo amore per gli animali", il che le ha fatto desiderare di "raccontare una storia attraverso la lente del benessere degli animali".
Sullivan ha incontrato per la prima volta i pitbull mentre "lavorava nei rifugi durante il college" e ha sentito che erano "cani dolci e fantastici"; allo stesso tempo, iniziò a imparare che "c'era una reputazione negativa intorno a loro". Sullivan ha commentato che tutti fotogrammi sono disegnati e dipinti a mano, aggiungendo che mentre i creatori avevano usato i computer quando disegnavano, "tutto era direttamente dalle mani degli artisti sullo schermo". Sullivan ha detto che "aveva sempre voluto fare un cortometraggio animato in 2D" da quando era cresciuta "guardando l'animazione disegnata a mano". Ha dichiarato di aver sempre apprezzato "il fascino di un'immagine disegnata a mano", ricordando che ogni artista ha il proprio modo di disegnare. Sullivan ha commentato che "il gattino non avrebbe potuto essere realizzato senza la qualità del disegno a mano" dal momento che "il carattere del gattino stesso è imprevedibile e spastico". Secondo lei, "l'energia frenetica del gattino potrebbe essere catturata meglio attraverso l'animazione disegnata a mano, in particolare entro le risorse limitate [dei creatori] e i sei mesi di tempo per la produzione".

## Colonna sonora
Andrew Jimenez, che ha co-diretto il cortometraggio Pixar One Man Band con Mark Andrews, ha composto la musica per Kitbull. La colonna sonora è stata pubblicata il 5 aprile 2019.
Tracce
Testi e musiche di Andrew Jimenez.
1. Mission Opening – 0:55
2. Meet Pit – 0:22
3. Kitten Play (Alternate Version) – 0:42
4. Kitten Play – 1:05
5. The Doorway – 0:18
6. Save Me – 0:46
7. Sad Dog – 0:21
8. Trust – 1:04
9. Escape (Alternate Version 1) – 0:41
10. Escape (Alternate Version 2) – 0:35
11. Escape – 0:44
12. Mission Overlook – 1:06
13. End Credits – 1:04
14. Kitbull Music Box – 0:47
15. The Evil Dog Master – 0:53
16. Kind – 1:25

Durata totale: 12:48

## Distribuzione
Kitbull è stato mostrato per la prima volta insieme ai cortometraggi Purl e Smash and Grab il 18 gennaio 2019, durante un'uscita limitata a El Capitan Theatre che è durata per una settimana; in seguito, il cortometraggio è stato presentato in anteprima sul canale YouTube della Pixar il 18 febbraio 2019. Il cortometraggio è stato pubblicato anche su Disney+ il 12 novembre 2019 (in Italia il 24 marzo 2020), insieme agli altri SparkShorts Purl, Smash and Grab e Float.

## Riconoscimenti
- 9 febbraio 2020 – Premio Oscar[1][2]
  - Candidato - Miglior cortometraggio d'animazione a Rosana Sullivan e Kathryn Hendrickson